# Prowincja Morza Czerwonego (Egipt)

Lokalizacja muhafazy

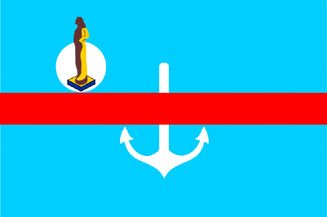
Flaga muhafazy

Prowincja Morza Czerwonego (arab. البحر الأحمر, Al-Baḩr al-Aḩmar) – jedna z 27 prowincji gubernatorskich (muhafaza) w Egipcie, w południowo-wschodniej części kraju, pomiędzy Nilem a Morzem Czerwonym. Zajmuje powierzchnię 119 099,13 km², z czego zaledwie 71,13 km² to tereny zamieszkane. Stolicą muhafazy jest Hurghada.
Według spisu powszechnego w listopadzie 2006 roku populacja muhafazy liczyła 288 661 mieszkańców, natomiast według szacunków 1 stycznia 2015 roku zamieszkiwało ją 345 775 osób.